# الکری
الکری (به لاتین: Alekere) یک روستا در استونی است که در دهستان آوینورمه واقع شده‌است.